# 服部忠行
服部 忠行（はっとり ただゆき、1928年〈昭和3年〉 - 2021年〈令和3年〉10月31日）は、日本の政治家。元三重県菰野町長（5期）。位階は従五位。旭日小綬章受章。

## 経歴
1928年に菰野町に生まれる。1948年に三重農林専門学校（後の三重大学農学部）を卒業。同年三重県庁職員として採用される。1968年秘書課長、1970年土木部次長、1973年県道路公社初代理事、1982年県農業技術センター所長、1984年三重県庁を退職、県庁退職後県道路公社副理事長、1987年菰野町長に初当選し、同年3月3日に町長に就任した。以後2007年に引退するまで5期に渡り町長として菰野町の舵取りを担う。

## 県の職員時代
県の職員時代は、田中覚の下で秘書を務め、入庁以来退職するまでに田中覚ら5人の知事に仕えた。職員時代の主な業績として南勢バイパスの用地買収を1年で遣り遂げるなど公共事業に尽力したことが挙げられる。知事の下で秘書を務めたことや道路行政で手腕を発揮した経験が、その後の町長としての手腕に活かされることになる。また田中覚を尊敬しており、彼の行政手腕に強く影響を受けている。

## 初当選時の逸話
初当選の際の選挙は、現職の町長に挑んだものであったので、選挙戦は熾烈を極め、開票作業が進んでも僅差で競り合い、当選が明らかになるのが、深夜になる程の大接戦であった。

## 町長在職時
町長在職時には、一貫して菰野町単独での市制への移行を掲げていた。これに伴う政策の一環として、新庁舎や保健福祉センターけやきの建設を行った。県の職員時代に培った道路行政の手腕を活かし、新名神高速道路の菰野インターチェンジの誘致や町内の県道と町道を国道と県道に昇格させ、北勢バイパスの整備計画など町内の道路整備に尽力した。また自身の政策に『福祉先進町』を掲げたように、社会福祉の充実に尽力し、保健福祉センターけやきの建設や訪問介護の充実などを行った。初当選時以外は、選挙戦は有力な対抗馬が存在せず、無難に勝利を収めていたが、5期目の選挙時は多選批判と有力な対抗馬の出現で唯一選挙戦らしい選挙となった。

## 引退の経緯
6期目の町長選にも当初は出馬する予定であったが、諸般の事情（下記に記載）により出馬を断念し、後継候補の指名もない中での勇退表明であった。引退を表明したもののそれでも尚、町長として次期以降も舵取りを担う意欲はあったようである。石原正敬の出馬により、多選高齢批判がある中で選挙戦に勝てないと判断して、苦渋の決断ながら引退を表明した。長年に渡り役場職員として運転手を務めていた県議が後継候補と目されていたが、この県議は町長選には出馬をしなかった。

## 評価
道路整備に重きを置いていた感はあるが、彼の社会福祉政策は評価されている業績の1つである。町長在職時に県内外の要職に数多く就いており、月の半分近くがそれらの要職のために役場を離れていることが指摘されていた。

## 栄典
- 2008年（平成20年） - 旭日小綬章[3]。
- 歿後 - 従五位[1]。